# Hiếu Trang Duệ Hoàng hậu
Hiếu Trang Duệ Hoàng hậu (chữ Hán: 孝莊睿皇后; 2 tháng 8, 1426 - 15 tháng 7, 1468), còn gọi là Từ Ý Hoàng thái hậu (慈懿皇太后), là Hoàng hậu duy nhất của Minh Anh Tông Chu Kỳ Trấn và là đích mẫu của Minh Hiến Tông Chu Kiến Thâm.
Minh Anh Tông, chồng bà được hậu thế đánh giá là một vị vua chung thủy, có tình nghĩa, nhất là đối với người vợ đầu tiên của mình. Dù sau này bà có trở nên bệnh tật, tàn phế nhưng Minh Anh Tông vẫn giữ ngôi Hoàng hậu cho bà và đối xử với bà càng thâm tình. Thậm chí, trước khi ra đi ông còn hạ lệnh hợp táng cùng bà trong cùng một lăng mộ.
Tuy mang thân phận đích chánh cung tối cao, nhưng bà không hạ sinh được một Hoàng tử nào để kế vị, cũng là Hoàng hậu đầu tiên của nhà Minh không sinh hạ được Hoàng tự.

## Tiểu sử
Hiếu Trang Duệ Hoàng hậu mang họ Tiền (錢氏), sinh ngày 29 tháng 6 (âm lịch) năm đầu Tuyên Đức, nguyên quán ở Hải Châu. Tuy ghi chép gia cảnh hàn vi, nhưng "hàn vi" của nhà quan trường so với nhà bình dân học vụ thì cũng rất khác biệt. Ông cố nội là Tiền Chỉnh (钱整), phục vụ Minh Thành Tổ khi còn là Yên vương, nhậm "Yên Sơn hộ vệ Phó thiên hộ", ông nội Tiền Thông (钱通) làm quan đến "Kim Ngô Hữu vệ Chỉ huy sứ", cha bà là Đô đốc đồng tri Tiền Quý (錢貴), một tước quan võ hàng Chính nhị phẩm, từng nhiều lần cùng Thành Tổ và Minh Tuyên Tông tòng giá Bắc chinh. Vào thời điểm Tiền hậu trưởng thành thì Tiền Quý đã là "Trung phủ Đô đốc đồng tri".
Năm Chính Thống thứ 7 (1442), mùa xuân, Tiền thị thông qua tuyển mỹ nhập cung, được Trương Thái hoàng thái hậu chọn làm Hoàng hậu. Khi đó Anh Tông 15 tuổi, còn Tiền thị 16 tuổi.
Minh Anh Tông là Hoàng đế đầu tiên của nhà Minh đăng cơ khi tuổi còn nhỏ, khi chỉ vừa 9 tuổi. Do vậy, vị thê tử nguyên phối của ông chính là Hoàng hậu chính thức đầu tiên, không phải do sách phong từ vị trí Thái tử phi hay Vương phi hoặc tần phi. Bà nội của Anh Tông, Trương Thái hoàng thái hậu là một người phụ nữ kiệt xuất, khi bà giúp chồng Minh Nhân Tông Chu Cao Sí giữ vững vị trí Thái tử, phò trợ con trai Minh Tuyên Tông và giờ là cháu trai. Từ vị trí của mình, bà biết rõ vị trí Hoàng hậu có ảnh hưởng đến thế nào đối với Hoàng đế, vì vậy việc tuyển chọn cháu dâu do đó cũng rất tỉ mỉ.
Ngày 3 tháng 5, Anh quốc công Trương Phụ làm "Chính sử", Thiếu sư Binh Bộ thượng thư, kiêm Hoa Cái điện Đại học sĩ Dương Sĩ Kì (杨士奇) làm "Phó sử", cầm tiết đến Tiền phủ hành Nạp thái và Vấn danh lễ. Ngày 7 tháng 5, Thành quốc công Chu Dũng (朱勇) làm "Chính sử", Thiếu bảo Lễ bộ Thượng thư kiêm Võ Anh điện Đại học sĩ Dương Phổ (杨溥), Lại bộ thượng thư Quách Lạt làm "Phó sử", cầm tiết lại đến Tiền phủ hành Nạp cát, Nạp huy, Cáo kỳ lễ.
Ngày 19 tháng 5, Anh quốc công Trương Phụ làm "Chính sử", Thiếu sư Binh Bộ thượng thư, kiêm Hoa Cái điện Đại học sĩ Dương Sĩ Kì, Hộ bộ Thượng thư Vương Tá (王佐) làm "Phó sử", suất lĩnh nghi trượng đại nhạc đặt sách bảo Hoàng hậu tại Long đình trước mặt văn võ bá quan, lại đến Tiền phủ hành phụng nghênh lễ. Tại một buổi lễ long trọng, nơi văn võ bá quan và nội ngoại mệnh phụ đang khấu đầu, Tiền thị thân vận "Cửu long Tứ phượng quan", thân vận "Hồng đại tụ y y", "Hồng la trường quần", vai khoác "Hồng bối tử hồng hà bí", nghiễm nhiên nhập Tử cấm thành trở thành Hoàng hậu.

## Hoàng hậu được sủng ái
Minh Anh Tông có được người vợ thông tuệ, hết mực nết na thì rất vui sướng. Hai người sống những ngày tháng tân hôn vô cùng hạnh phúc và vui vẻ, Tiền Hoàng hậu cũng tránh được hoàn cảnh của nhiều Hoàng hậu thông thường, bị chồng mình ghẻ lạnh.
Một lần, Minh Anh Tông chợt để ý rằng gia tộc của Hoàng hậu đều chỉ giữ những chức quan khá tầm thường, không quan trọng. Thế nên ông muốn cất nhắc, phong tước một số người trong gia tộc Tiền thị để Hoàng hậu được nở mày nở mặt. Thế nhưng khi nhà vua đề cập việc này với Hoàng hậu thì Hoàng hậu tuy thương cha nhưng vì lợi ích của nhà vua nên ngay lập tức từ chối, vì vậy đây là gia tộc Hoàng hậu duy nhất của triều Minh không có phong tước ngoại thích. Bà nói rằng, trong gia tộc, chưa ai có công lao, đóng góp to lớn trong triều đình hoặc có tài năng xuất chúng để xứng đáng được phong tước cả. Về sau, nhà vua cũng nhắc lại việc này thêm vài lần nữa và lần nào Hoàng hậu cũng một mực khước từ, qua đó mà Anh Tông càng hiểu thêm về tấm lòng và tính cách công bằng, chính trực của bà. Bà cũng rất thông cảm chuyện nạp phi, nên không bao giờ ngăn cản Anh Tông sủng hạnh phi tử, do vậy số con cái của Anh Tông khai chi tán diệp cũng không tệ. Tình cảm Đế - Hậu từ đó mà càng trở nên sâu nặng, thắm thiết.
Chỉ có một điều đáng tiếc, đó là dù nhà vua hết mực sủng ái và rất mong chờ, tuy nhiên trong suốt thời gian sinh sống cùng nhau, Tiền Hoàng hậu vẫn không thể sinh cho ông một vị hoàng tử nào, trong khi các phi tần khác đều liên tục sinh nở. Khác với Minh Tuyên Tông, Anh Tông đối với người vợ này rất có tình cảm, nên vẫn luôn muốn Hoàng hậu sinh hạ Đích tử, vì Anh Tông sợ rằng nếu truyền ngôi vị cho Hoàng thứ tử, thì sinh mẫu sẽ lạm quyền, ức hiếp Tiền hoàng hậu như Hồ Thiện Tường từng bị phế trước đây.

## Sự biến Thổ Mộc Bảo
Năm Chính Thống thứ 14 (1449), xảy ra Sự biến Thổ Mộc bảo, Minh Anh Tông bị quân Mông Cổ bắt đi, giữ làm con tin.
Ngày 18 tháng 8, tin tức Anh Tông bị bắt lan đến kinh thành. Trong triều chấn động, Tôn Thái hậu mệnh Thành vương Chu Kỳ Ngọc giám quốc, lại huy động các quan công khanh vơ vét tài sản để chuộc Hoàng đế. Tiền hoàng hậu bán hết tài sản riêng, cốt để mong Ngõa Lạt thả Anh Tông. Nhưng Dã Tiên (也先) lại thấy có thể lấy Anh Tông uy hiếp nhà Minh, vừa có thể mượn sức nhà Minh hoàn thành việc thống nhất Mông Cổ, lại có thể uy hiếp đến Bắc Kinh. Trước tình thế đó, ngày 6 tháng 9, Tôn Thái hậu gấp gáp khuyên mời Thành vương Chu Kỳ Ngọc lên ngôi, tức Minh Đại Tông còn Anh Tông trở thành Thái thượng hoàng nhằm ổn định tình hình, tổ chức đánh trả quân Mông Cổ.
Nhận được hung tin chồng bị bắt làm tù binh, anh trai Tiền Khâm (錢欽) và em trai Tiền Chung (錢鐘) cũng tử trận trong Sự biến thổ Mộc Bảo. Điều duy nhất mà Tiền hậu có thể làm đó là ngày ngày quỳ gối trước Phật, thành tâm khẩn cầu hy vọng trượng phu có thể bình an trở về. Minh sử chính thức ghi lại khi mùa đông năm đó đến, Tiền Hoàng hậu vẫn ngày ngày quỳ lạy, ngày ngày hy vọng Anh Tông bình an. Sức khỏe của bà suy giảm đến mức giờ đây hoàng hậu đã chẳng thể tự đứng dậy được. Thế nhưng chưa một ngày nào mà bà ngừng quỳ trước Phật để cầu nguyện. Cứ như vậy, một con mắt và một bên chân của bà trở nên yếu đi và cuối cùng là tật nguyền vĩnh viễn.
Năm đầu Cảnh Thái (1450), ngày 3 tháng 8, Minh Anh Tông từ Mạc Bắc trở về kinh, được tôn làm Thái thượng hoàng và bị giam lỏng ở Nam Cung. Thế là Tiền Hoàng hậu lại tiếp tục dọn đến Nam Cung. Bà sống cùng trượng phu thêm vài năm gian khó, thậm chí phải có lúc bán đồ thêu để có tiền sinh sống qua ngày.

## Phục vị
Năm Cảnh Thái thứ 8 (1457), tháng giêng, Minh Đại Tông bạo bệnh qua đời. Ngày 17 tháng ấy, Võ Thanh hầu Thạch Hanh (石亨), Ngự sử Từ Hựu Trinh (徐有貞), Đô đốc Trương Nguyệt (張軏),Thái giám Tào Cát Tường nhảy vào Nam cung, ủng hộ Anh Tông phục vị. Khi đó, Thái thượng hoàng bị giam cầm suốt 7 năm cuối cùng trở lại Hoàng vị.
Thái thượng hoàng phục bích, vì vậy cần sắc phong một vị Hoàng hậu mới. Mọi người đều nghĩ Chu Quý phi, người đã sinh ra trưởng tử Chu Kiến Thâm sẽ ngồi lên ngôi vị Hoàng hậu. Thành thật mà nói, so với Tiền thị tàn tật, không sinh cho nhà vua một đứa con nào thì quý phi Chu thị có ưu thế hơn hẳn: không những có nhan sắc mà lại sinh cho nhà vua đến ba hoàng tử, trong đó con trai của Chu Quý phi là Chu Kiến Thâm đã được phong làm Hoàng thái tử. Bản thân Chu Quý phi sinh hạ Hoàng thái tử nên cũng nôn nóng muốn trở thành Hoàng hậu. Thật mau, có thái giám tên Tưởng Miện nói nhỏ to với Tôn Thái hậu: ["Tiền hoàng hậu không con lại tàn phế, không thích hợp đảm đương vị trí Hoàng hậu. Chi bằng thay lập Chu phi làm Hoàng hậu, như vậy mới không làm mất mặt mũi Đại Minh vương triều"]. Minh Anh Tông nghe được đại nộ trách mắng, bà vẫn là Hoàng hậu như cũ. Với ông, tình nghĩa sâu nặng và tấm lòng sắt son của Tiền thị vượt lên trên tất thảy những tính toán thông thường. Dù rằng bà không có con nhưng sự trân quý của nhà vua dành cho bà chưa khi nào suy chuyển. Chu Quý phi tham vọng cũng vì thế tiêu tan.
Gia đình họ Tiền sau sự biến tiêu tan gần sạch, chỉ còn có vợ của Tiền Chung khi đó mang thai, sinh ra một con trai tên Tiền Hùng (钱雄). Minh Anh Tông đặc biệt quan tâm đứa cháu bên vợ, thăng đến Đô đốc Đồng tri. Để tăng thêm phần long trọng, Anh Tông còn muốn truy phong cho hai anh em của Tiền hậu, để Tiền Hùng trở thành chân chính Quý thích, nhưng Tiền hậu vẫn mãi chối từ.

## Hoàng thái hậu
Năm Thiên Thuận thứ 8 (1464), tháng 12, Minh Anh Tông đã mắc bệnh. Đến ngày 6 tháng giêng, đã không thể thượng triều, phải truyền Thái tử đến Văn Hoa điện xử lý quốc sự. Ngày 16 tháng ấy, Minh Anh Tông trước mặt bá quan công bố di chiếu, rồi băng hà. Di chiếu cho Hoàng thái tử Chu Kiến Thâm kế vị, tức Minh Hiến Tông.
Minh Anh Tông đối với việc Phế lập Tiền hậu khi trước, sớm đã không vừa mắt Chu Quý phi, nhưng vì địa vị của Thái tử mà bỏ qua không so đo, cũng một phần vì không nghĩ mình sẽ qua đời sớm. Vào lúc này, Anh Tông sợ mình băng hà thì Chu phi sẽ gây khó dễ Tiền hậu, nên trước khi lâm chung đã nói với Thái tử: "Hoàng hậu danh vị đã định, phải tẫn hiếu thiên niên.". Nhưng Anh Tông chính là không yên tâm Chu phi sẽ tác oai tác oái, khiến Thái tử sợ mẹ mà làm bậy, bèn quyết định kéo tay Đại học sĩ Lý Hiền mà dặn dò: "Sau khi Tiền hoàng hậu thiên thu, phải cùng Trẫm hợp táng!". Đại học sĩ Lý Hiền khóc không thành tiếng, cũng lấy lời này viết lên di chiếu.
Mặc cho di chiếu của Anh Tông rất rõ ràng, theo lời mách của các thái giám nịnh nọt, Minh Hiến Tông định chỉ duy nhất một Hoàng thái hậu là Chu phi, còn Tiền hậu sẽ bị gạt qua một bên. Bản thân Chu phi cũng sai người đến phòng Nội các phủ dụ: "Tiền hoàng hậu tàn phế, lại không con, làm gì có tư cách làm Hoàng thái hậu? Chi bằng chỉ nên tôn lập Chu Quý phi, còn Tiền hậu nên theo lệ Tuyên Tông Hồ hoàng hậu trước đây mà phế bỏ." Các Đại học sĩ trong triều, đứng đầu là Lý Hiền ra sức phản đối, lấy lý do Anh Tông đã phủ dụ trên di chức tôn Tiền hoàng hậu làm Hoàng thái hậu. Đại học sĩ Bành Thời (彭時) cảm thán: "Liệt tổ liệt tông cùng thiên địa thần linh ở trên trời nhìn xem, Hoàng thượng đã lấy hiếu trị thiên hạ, há chỉ có tôn mẹ đẻ không tôn mẹ cả”. Do vậy, dưới áp lực của triều thần, Chu Quý phi bèn khóc lóc đến con trai là Hiến Tông để ra mặt, nhưng bản thân Hiến Tông cũng cảm thấy các đại thần có lý. Chu phi bèn tức tối, miễn cưỡng chấp nhận. Đối với việc Chu Quý phi quá quắt, ỷ mình là sinh mẫu mà đòi phế Tiền hậu, trong khi Tiền hậu do Anh Tông qua đời mà không tiếc ăn uống, không màng thế sự, còn Chu Quý phi chưa gì đã nhanh nhẹn muốn tranh vị, các đại thần trở nên bất mãn. Đại học sĩ Bành Thời nhanh chóng nói: ["Lưỡng cung đồng tôn Hoàng thái hậu, e rằng sẽ khó phân biệt. Nên tôn huy hiệu riêng cho Tiền hậu để phá lệ hơn thấp"]. Do vậy, các đại thần để phân biệt giữa Đích Thái hậu (Tiền thị) và Thứ Thái hậu (Chu thị), Đại học sĩ Lý Hiền kiến nghị chỉ tôn phong hiệu cho Tiền hậu.
Năm Thành Hóa nguyên niên (1465), tháng 3, tức 2 tháng sau khi Anh Tông băng hà, triều thần tôn Tiền hoàng hậu là Hoàng thái hậu, gọi là Từ Ý hoàng thái hậu (慈懿皇太后), còn Chu Quý phi chỉ là Hoàng thái hậu, mà không có tôn hiệu, như mẹ của Minh Đại Tông là Ngô Hiền phi trước đây.
Cùng năm ấy, vào ngày 21 tháng 7 (âm lịch), theo di chiếu của Anh Tông, Hiến Tông cử hành đại hôn với Ngô thị, con dâu do chính Anh Tông tuyển chọn khi còn tại thế. Ngô hoàng hậu phẩm hạnh hiền huệ, nhưng Hiến Tông lại say mê cung tì Vạn Trinh Nhi hơn đến mười mấy tuổi. Vạn thị tính tình xảo quyệt, vu hãm Ngô hoàng hậu khiến Hiến Tông bất mãn Hoàng hậu, bèn quyết định phế truất Ngô hậu. Đối với ý định này, Tiền Thái hậu rất phản đối, còn Chu Thái hậu cực lực ủng hộ ý kiến này của Hiến Tông. Theo dã sử, Chu Thái hậu căn bản không hề thấy Ngô hoàng hậu phạm lỗi đáng bị phế, nhưng khi nghe Tiền Thái hậu bảo vệ Ngô thị, bà ta lại trở mặt quay ra ủng hộ phế truất Ngô hậu. Như vậy, hai mẹ con Hiến Tông kể sướng người họa, căn bản khiến Tiền Thái hậu không thể bảo vệ thành công cô con dâu do Minh Anh Tông tuyển chọn. Ngô hoàng hậu tại vị chưa được 1 tháng, do vậy bị phế truất biếm vào Tây cung. Do xích mích này, Tiền Thái hậu đối với Hiến Tông lạnh nhạt, còn Hiến Tông đối với mẹ cả cũng không khách khí.
Năm Thành Hóa thứ 3 (1467), Hiến Tông phong cho anh trai Chu Thái hậu là Chu Thọ làm Khánh Vân bá, mà không đả động gì tới việc phong tước hiệu cho nhà họ Tiền. Tình trạng của Tiền Thái hậu do vậy trở nên quẫn bách.

## Qua đời
Năm Thành Hóa thứ 4 (1468), 26 tháng 6 (âm lịch), Tiền Thái hậu qua đời, thọ 42 tuổi. Theo di chiếu cũng như quy tắc đích-thứ, Tiền Thái hậu là người duy nhất có thể ["hợp song táng"] cùng Anh Tông vào Dụ lăng.
Nhưng quyền lợi đáng có này của Tiền Thái hậu khiến Chu Thái hậu tức giận, yêu cầu Hiến Tông xây chỗ khác mà an táng Tiền Thái hậu, chỉ một mình Chu Thái hậu tương lai có thể hợp táng với Anh Tông. Hiến Tông răm rắp nghe theo mẹ đẻ, tìm đủ loại lý do để không theo di chiếu của Tiên hoàng. Khi triệu quần thần đến bàn việc mai táng Tiền Thái hậu, Đại học sĩ Bành Thời lập tức lên tiếng: ["Đại Hành Từ Ý Hoàng thái hậu hợp táng cùng Tiên Hoàng đế, cùng phụ thờ Thái miếu, đấy là sự tình đã định trước rồi, còn cần nghị luận gì nữa?"]. Hiến Tông gián đoạn hội nghị, hôm sau khi triệu quần thần, Bành Thời vẫn tiếp tục chủ trương như vậy khiến Hiến Tông khó xử, bèn nói: ["Khanh nói thế há Trẫm không biết sao? Nhưng nếu phụ táng Tiền Thái hậu cùng Hoàng khảo, thì tương lai Mẫu hậu của Trẫm biết táng ở đâu?"]. Đại học sĩ Bành Thời bất mãn trước thái độ cúi mình của Hiến Tông trước mẹ đẻ mà đang tâm phá hoại lễ nghi, bèn nói: ["Hoàng thượng phụng hiếu Lưỡng cung Thái hậu, sớm đã có tiếng Thánh đức. Mà muốn hoàn thành mỹ đức, ắt phải tuân thủ lễ nghi"]. Nội các đại thần Thượng Lộ (商辂) cũng nói: "Nếu không hợp táng Đại Hành Hoàng thái hậu vào Dụ lăng, thì về sau sẽ tổn hại thánh danh của hoàng thượng"]. Đại học sĩ Lưu Định Chi (刘定之) cũng góp lời: ["Đạo hiếu thuận quý ở đại nghĩa, mà không nghe theo cái nhất thời của thân thích"]. Đến lúc triều thần quá ép buộc, Hiến Tông bèn xuống nước: ["Yêu cầu của mẹ ruột không thể hoàn thành, liệu còn có thể xem là hiếu tử sao?"]. Bành Thời liền kiến nghị: ["Có thể táng Đại Hành Hoàng thái hậu bên trái Tiên đế, còn chỗ bên phải tương lai sẽ dành cho Hoàng thái hậu"].
Liền lập tức, các đại thần hơn 99 người, đứng đầu là Đại học sĩ Bành Thời liền thượng tấu về chuyện lăng miếu. Lược viết bằng bạch thoại, đại ý như sau: 
| “                                            | Thái tử Thái bảo, Hộ bộ Thượng thư kiêm Văn Uyên các Đại học sĩ Bành Thời, cùng các đại thần tấu: Kính nghĩ Đại Hành Từ Ý Hoàng thái hậu, là hôn phối của Anh Tông Duệ Hoàng đế, chính vị Trung cung. Bệ hạ lên ngôi đã tôn làm Từ Ý Hoàng thái hậu, chiếu cáo cho cả thiên hạ. Tiên đế đã bảo toàn "phu phụ chi luân", bệ hạ nên dốc lòng thực thi "mẫu tử chi ái". Nay Tử cung đáng hợp táng Dụ lăng, thần chủ nên thăng phụ Thái miếu. Thế mà lại nghe việc hợp táng còn chần chừ, chúng thần cảm thấy thật hoài nghi xót xa. Trộm gọi Hoàng thượng chần chờ như vậy, tất muốn đương kim Hoàng thái hậu vạn thọ về sau, cùng Tiên đế đồng tôn, như vậy tức là không theo di chúc Tiên đế, không hợp quy chế Tổ tông. Vốn rằng Lưỡng cung Hoàng thái hậu tại vị, cũng đều là không phải quy chế quốc triều. Chúng thần khảo với điển cổ từ xưa đến nay, tra trường hợp "Nhất Đế nhị Hậu" như thế nào chế tác lăng viên, thấy rằng quy tắc đích thứ vẫn nhất loạt bảo toàn. Chỉ như Hán Văn Đế tuy rằng tôn mẹ đẻ Bạc Thái hậu, mà Lữ Thái hậu tuy đắc tội tông miếu xã tắc, nhưng vẫn phụ táng Trường lăng cùng Cao Hoàng đế, như vậy Văn Đế có thụy Hiếu Văn, đứng đầu các Hoàng đế nhà Hán. Tống Nhân Tông truy tôn mẹ đẻ là Lý Thần phi, mà Lưu Thái hậu dưới gối không con vẫn phụ Thái miếu, có như vậy thì Nhân Tông mới có tiếng hiền quân, đứng đầu các Hoàng đế nhà Tống. Hoàng thượng quân lâm thiên hạ, khi xưa nhận ân dưỡng của Từ Ý Hoàng thái hậu, nay nên kính ngưỡng tiếc thương cho trọn vẹn. Về sau khi Hoàng thái hậu vạn thọ trôi qua, cùng Từ Ý Hoàng thái hậu đồng thăng phụ Thái miếu, như vậy chẳng có gì tổn hại. Vả chăng sinh thời hai vị Thái hậu đối lẫn nhau vẫn ôn hòa, thiên thu về sau cùng nhau lên thần chủ, đều là hợp tình hợp lý. Sự việc hoàn thành, còn bảo toàn Thánh dự của Hoàng thượng vạn đại về sau, bảo lưu chữ Hiếu, không tranh tị hiềm. Nếu như việc lăng miếu không hợp, tức trái với mỹ tục, khiến thiên hạ chê bai. Chúng thần cẩn tấu. | ” |
| — Tấu ngôn Văn Uyên các Đại học sĩ Bành Thời | |   |

Minh Hiến Tông khổ sở giãi bày: ["Các khanh lời nói đều có lý, nhưng các khanh cũng nên thương cảm trẫm. Trẫm nhiều lần đến mẫu hậu khuyên giải, nhưng mẫu hậu đều không thuận theo. Nếu không làm theo đại lễ thì trẫm bất hiếu, nếu không nghe theo mẫu hậu cũng là bất hiếu. Làm thế nào cho phải?"]. Công khanh đại thần đối với "sự hiếu đạo không có lập trường" của Hiến Tông mà bất mãn. Ngày hôm sau, Chiêm sự Kha Tiềm (柯潜), Chấp sự trung Ngụy Nguyên (魏元) cùng Lễ bộ thượng thư Diêu Quỳ (姚夔) lãnh đạo các đại thần, hơn 450 tấu sớ dâng lên yêu cầu hợp táng Tiền Thái hậu vào Dụ lăng. Chu Thái hậu biết tin này cực kỳ phẫn nộ. Đối với hành động trắng trợn quái ác của Chu Thái hậu, Chấp sự trung Ngụy Nguyên cùng đồng liêu hơn 39 người, Ngự sử Khang Doãn Thiều (康允韶) cùng đồng liêu hơn 41 người quyết định đòi lại công đạo cho Tiền Thái hậu, ngay khi hạ triều liền ở ngoài Văn Hoa điện quỳ khóc. Bắt đầu một chiến dịch đình công trong triều đình để buộc Chu Thái hậu đồng ý việc hợp táng của Tiền Thái hậu. Đó là tháng 6 âm lịch, trời Bắc Kinh nắng hạ, quần thần 99 người quỳ từ giờ Tỵ (tức 9 giờ đến 11 giờ buổi sáng) đến giờ Thân (tức khoảng 5 giờ chiều), khóc lóc thảm thiết bao trùm toàn bộ hậu cung. Chu Thái hậu nhiều lần bắt Hiến Tông buộc quần thần thoái lui, nhưng họ kiêng quyết: "Không có ý chỉ hợp táng Tiền Thái hậu thì không dám lui". Chu Thái hậu không ngờ một Tiền thị tàn phế lại có thể khiến các đại thần đồng lòng đòi công đạo, nên cảm thấy ức chế nhưng vẫn không còn cách nào khác gật đầu việc hợp táng của Tiền Thái hậu.
Tháng 7 năm đó, Minh Hiến Tông chính thức dâng thụy hiệu cho Tiền Thái hậu, là Hiếu Trang Hiến Mục Hoằng Huệ Hiển Nhân Cung Thiên Khâm Thánh Duệ hoàng hậu (孝莊獻穆弘惠顯仁恭天欽聖睿皇后). Tháng 9 năm đó, Tiền Thái hậu được hợp táng cùng Anh Tông Duệ hoàng đế, đưa vào địa lăng bên trái.

## Hầm mộ bị bịt
Dù cuối cùng Tiền Thái hậu đã được đưa vào Dụ lăng hợp táng với Minh Anh Tông, song Chu Thái hậu vẫn uất ức. Do khi xây dựng Dụ lăng không có dự lưu việc sẽ an táng thêm 1 Hoàng hậu nữa, nên không thiết kế thích hợp cho trường hợp đồng táng ["Nhất đế Nhị hậu"]. Để hợp táng Tiền Thái hậu, và tương lai là Chu Thái hậu, triều đình lại lần nữa thi công, đào thông một đường hầm từ phần mộ Tiền Thái hậu đến phần mộ của Anh Tông.
Chu Thái hậu lúc này ra tay, bà mua chuộc thái giám làm việc đào mộ, không chỉ khiến đường hầm đi chệch so với mộ của Anh Tông mười mấy trượng, mà giữa đường còn lấy đất đá chèn ngăn lại. Còn phần mộ tương lai của Chu Thái hậu thì thẳng tắp đến mộ của Anh Tông, lối mộ cũng rộng rãi thoáng đãng. Ngoài ra, mỗi dịp có hiến tế trong Phụng Tiên điện, Chu Thái hậu còn không cho phép bày bức họa của Tiền Thái hậu cùng thần vị. Đến sau khi Chu Thái hậu qua đời vào thời Minh Hiếu Tông, Hoàng đế theo lệ mở Dụ lăng để đưa bà nội của mình vào, thì kinh ngạc phát hiện sự tình mà bà nội mình làm năm xưa.
Biết sự việc đã rồi, Minh Hiếu Tông đã có ý cho sửa lại đường thông, triệu tập các Đại học sĩ bàn nghị một cuộc họp rất lớn, muốn vì Tiền Thái hậu mà khai thông đường hầm. Nhưng những vị Âm dương sư và các quan viên của Khâm thiên giám không tán đồng vì ảnh hưởng phong thủy, sự việc bèn thôi. Đường thông của Tiền Thái hậu mãi mãi bị ngăn lấp, không thông được với mộ phần của Minh Anh Tông.